# Château de Pouy-sur-Vannes
Le château de Pouy-sur-Vannes est un château situé à Pouy-sur-Vannes, en France.

## Description
Le château se compose d'un massif pavillon de plan carré construit sur un terre-plein entouré de douves en eau, surmonté d'un haut comble en ardoise de forme pyramidale, cantonné à chacun de ses angles par une tourelle de plan circulaire.
Avec ses dépendances, il est environné d'un parc boisé, dans lequel s'ouvrent des perspectives sur deux côtés.

## Localisation
Le château est situé sur la commune de Pouy-sur-Vannes, dans le département français de l'Aube.
L'entrée officielle se trouve en bordure de la route départementale D64, sur l'axe Villeneuve-l'Archevêque - Bourdenay.

## Historique
Après avoir appartenu au Moyen Âge à la famille de Trainel, la seigneurie de Pouy appartenait au début du XVIe siècle à Oger de Saint-Blaise, baron de Troissy et seigneur de Brugny, homme d'armes des ordonnances du roi. 
Le château a été construit dans les premières années du XVIIe siècle à l'emplacement d'une ancienne maison forte, par Hector de Saint-Blaise, seigneur de Pouy, époux d'Edmée Gaillard de Longjumeau, petite-fille de Charles d'Orléans. 
Après la mort de son fils, Louis de Saint-Blaise, la seigneurie de Pouy passe à partir de 1620, à la famille Le Bascle d'Argenteuil. Elle devient la propriété de Patrice Le Bascle, baron d'Argenteuil et de Moulins en Tonnerrois, mort en 1631, de son fils, Louis Le Bascle, gentilhomme ordinaire de la chambre du roi Louis XIII, capitaine de cent hommes de pied, mort en 1692. Son fils François Le Bascle, seigneur d'Argenteuil, lui succède à Pouy, puis son fils, Jean-Louis Le Bascle, marquis d'Argenteuil, lieutenant-général en Champagne, gouverneur de Troyes, mort à Pouy en 1753. Son fils, Jean-Louis Nicolas Le Bascle, marquis d'Argenteuil, baron d'Epineuil, seigneur de Pouy, lieutenant-général en Champagne, meurt à Pouy en 1784.  
Le domaine de Pouy passe à sa fille, Marie Louise Victoire Le Bascle d'Argenteuil (1751-1829), mariée en 1788 avec Charles Joseph Fortuné d'Herbouville. En 1805, elle vend le domaine de Pouy à la famille Fortier. Revendu en 1896, le domaine est légué en 1971 à l'Association d'entraide des membres de la Légion d'honneur, qui l'affecte à l'hébergement de ses membres.  
En 2012, cette association le revend à l'architecte décorateur Juan Pablo Molyneux et son épouse, qui l'ont fait bénéficier depuis d'une importante campagne de restauration. 

### Protection
L'édifice est inscrit au titre des monuments historiques depuis un arrêté du 11 août 1969.